# Salomėja Nėris
Salomėja Nėris (de son vrai nom Salomėja Bačinskaitė - Bučienė), née le 4 novembre 1904 (17 novembre dans le calendrier grégorien) à Kiršai (gouvernement de Suwałki) et morte le 7 juillet 1945, est une poétesse lituanienne. Elle est souvent considérée comme une des grandes poétesses lituaniennes. Mais son destin a été marqué par les vicissitudes de l'histoire de son pays. Initialement issue d'une famille catholique, elle acquiert avant la Seconde Guerre mondiale des convictions socialistes, qui la font, pendant le conflit, se rallier à l'Union Soviétique. Elle meurt relativement jeune, avant la fin de cette Seconde Guerre mondiale, en manifestant dans les derniers moments son attachement à la Lituanie et le sentiment de s'être trahie elle-même.

## Biographie
Née en 1904 à Kiršai, alors que la Lituanie fait partie de l'Empire russe, et Kiršai du gouvernement de Suwałki au sein de cet Empire, Salomėja Bačinskaitė - Bučienė est diplômée de l'Université de Lituanie, où elle étudie la langue et la littérature lituanienne et allemande, à partir de 1924. Son premier recueil de poèmes, intitulé Anksti rytą (Tôt le matin), est publié en 1927. C'est une expression des rêves et des sentiments de la jeunesse. Elle sort de l'université, diplômée, en 1928.
Elle devient enseignante à Lazdijai, Kaunas puis Panevėžys, tout en continuant à se consacrer à l'écriture, sous un nom de plume. Son nom de plume fait référence au nom de la Néris, une rivière qui coule sur le territoire de Lituanie et arrose la ville de Vilnius. Jusqu'en 1931, Nėris contribue à des publications nationalistes et catholiques. En 1929, elle rencontre à Vienne un étudiant lituanien, Bronius Zubrickas, qui l'amène progressivement au socialisme. En 1931, elle déménage à Kaunas, où elle continue à écrire. Son deuxième recueil de poèmes, publié en 1931, Pédos smély [Les traces de pas dans le sable], laisse percevoir la crise spirituelle qu'elle traverse et ses convictions révolutionnaires naissantes.
Un de ses plus importants recueils de poèmes, Diemedžiu žydésiu [Je fleurirai en Artémis], est publié en 1938. La poète y évoque sa recherche d'une harmonie de vie positive basée sur la relation entre la mère et l'enfant. Ce recueil se voit décerner le Prix de littérature de l'État lituanien,.
En août 1939, l'Allemagne et l'Union soviétique signent le pacte Molotov Ribbentrop, avec des clauses secrètes attribuant des sphères d'influence dans la région baltique, clauses qui vont bouger avec des protocoles additionnels. En définitive, ce pacte attribue la Lituanie à l'Union Soviétique, qui occupe le pays  en juin 1940, puis l'annexe en août de la même année.
L'acceptation par Salomėja Nėris de cette occupation soviétique, et son implication dans les événements en tant que personnalité littéraire, lui a été reproché ultérieurement. Elle est nommée au sein du Liaudies Seimas, l'assemblée fantoche créée par les Soviétiques en 1940, et fait partie de la délégation lituanienne demandant le rattachement du pays à l'Union soviétique, et se prêtant ainsi à une manipulation des soviétiques. Il lui est demandé d'écrire un poème en l'honneur de Staline, ce qu'elle fait. Elle écrit par la suite plusieurs poèmes favorables au Parti communiste, comme La voie des bolcheviks, publié dès 1940, écrit en l'honneur de Lénine, ou Marytė, publié en1944, et consacré à Marytė Melnikaitė - une partisane soviétique d'origine lituanienne, ou Quatre (Keturi) sur les quatre communistes lituaniens fusillés en 1926. Le ton de ses poèmes devient plus tragique,. Elle vit pendant la durée de la Seconde Guerre mondiale en Russie et reçoit un Ordre de la Guerre patriotique de Ire classe (elle se verra décerner le Prix Staline de littérature à titre posthume, en 1947, pour le poème Tėvynė). 
Salomėja Nėris retourne à Kaunas à la fin de la guerre, en 1944, où un cancer du foie lui est diagnostiqué. Elle meurt à Moscou en 1945. Dans ses derniers poèmes, et dans un recueil qui n'est publié qu'en 1994, Prie didelio Kelio [Près de la grande route], elle évoque son attachement pour la Lituanie, et son sentiment de culpabilité pour son ralliement à l'Union Soviétique,,. Elle est enterrée dans le centre de Kaunas, puis dans le cimetière de Petrašiūnai.